# ボビー・ドリスコール
ボビー・ドリスコール（Bobby Driscoll、1937年3月3日 - 1968年3月30日）はアメリカ合衆国の俳優、子役。ボビー・ドリスコルとも表記される。アイオワ州シーダーラピッズ出身。
1940年代から1950年代前半にかけてディズニーを中心に活躍し、ウォルト・ディズニーお気に入りの子役として知られた。

## 生涯

### デビューまで・キャリア初期
断熱材のセールスマンだった父と元教師の母の間に一人っ子として生まれる。
5歳の時、両親の勧めによって、MGMで行われた『迷へる天使』（1943年）のオーディションに参加。スタジオの敷地内を見学していた際に監督の目に留まり、40人の応募者の中から抜擢されることとなった。複数の映画で小さな役を演じたのち、ルアナ・パットンと共にウォルト・ディズニーと契約を結んだ。

### ディズニーでの活躍

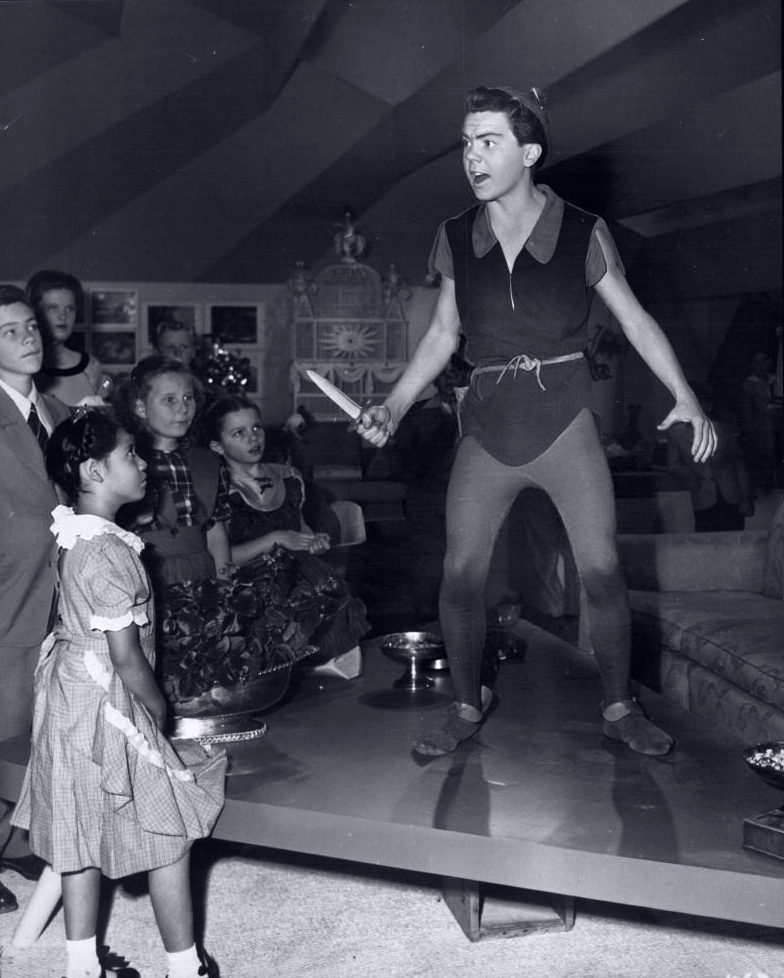
テレビ番組『ウォルト・ディズニー・クリスマス・ショー』でピーター・パンを演じるドリスコール (1951年)

パットンと共にウォルト・ディズニー・スタジオ初の専属子役となったドリスコールは「ディズニーのスウィートハート・チーム」と呼ばれ、『南部の唄』（1946年）で主演となるジョニーを演じ、人気子役となる。その後は『わが心にかくも愛しき』などいくつかの作品に出演し、RKOピクチャーズに貸し出されたドリスコールは、映画『窓』に出演した。『窓』は1949年に公開されると予想外の成功を収め、ニューヨーク・タイムズ紙は「この映画の成功はドリスコールのおかげ」と高く評価した。1950年、ドリスコールは『わが心にかくも愛しき』と『窓』の演技が評価され、第22回アカデミー賞にて優れた少年俳優としてジュブナイル賞（特別賞）を受賞した。
『宝島』（1950年）などに出演後、ドリスコールはディズニーとの二度目の長期契約を結び、以降もディズニー専属の子役として活動。『グーフィーのお父さん』ではグーフィーの息子（マックス）の声優を務めた。
1953年、ディズニーの長編アニメーション映画『ピーター・パン』にて主人公のピーター・パンとしてキャスティングされ、声優として出演したほか、アニメーション制作ではピーター・パンの顔のモデルも務めた。これが、ドリスコールのキャリアで最後に成功を収めた作品となった。
そのキャリアや、マーク・エリオットが著したウォルト・ディズニーの伝記の中で「ウォルトはしばしば、ドリスコールのことを“自身の青春の生き写し”だと愛情を込めて語っていた。」との記載があるなど、「ディズニーお気に入りの“実写”子役スター」であったドリスコールだが、1952年以降は仕事が大幅に減少しており、『ピーター・パン』公開後の会議でウォルトは「現在のドリスコールは、好感の持てる主人公よりも若いいじめっ子の役が最適だと考えている」と述べた。この頃、ドリスコールの給料は週1,750ドルにまで引き上げられていた。
『ピーター・パン』が劇場公開された数週間後である1953年3月、ドリスコールは、1956年までディズニーに在籍できるはずだった専属契約を中途解約され、ディズニー・スタジオとの関係を打ち切ることとなった。公式では、契約解除の理由について「思春期の到来にともなう重度のにきびによって、多くの番組で厚化粧をする手間が生じる事態となったため」と発表された。

### その後・荒れた私生活
ディズニー・スタジオを去った後、両親はドリスコールをハリウッド・プロフェッショナル・スクールから退学させ、公立高校に転入させた。そこでドリスコールはいじめを受けて成績が大幅に落ち、薬物を使用するようになる。ドリスコールは後に、この時期を以下のように語った。
他の子供たちは僕を受け入れてくれなかった。彼らは僕を別の存在と扱ったんだ。僕は必死で連中の仲間になろうとした。だが、彼らが僕を拒絶したとき、僕は反撃し、好戦的で生意気になった――そして、いつも恐れていた。
翌年、ドリスコールは両親に頼みハリウッド・プロフェッショナル・スクールへ復学し、1955年5月に同校を卒業したが、荒れた私生活を戻すことはできなかった。
この間、俳優としてのドリスコールは「ディズニーの子役」のイメージから脱却できず、ハリウッドの他のスタジオも彼にますます無関心になったため、約3年間を映画でなくテレビやラジオを中心に活動した。
ドリスコールの薬物使用は増加した。数年後のインタビューで彼はこの件についてこのような発言をした。
僕が初めて“物質”を試したのは17歳の時だった。あっという間に使えるものは何でも使うようになった...。主にヘロインだったな。だって、それを買うお金があったからね。
1956年、ドリスコールはマリファナ所持の容疑で初めて逮捕された。起訴は却下されたが、ロサンゼルス・タイムズ紙は次のように書いた。「これは、この素晴らしい若者が優れた俳優のキャリアを失う可能性がある。」 。翌1957年、ドリスコールがテレビ出演したのは2本だけとなった。
1956年12月、ドリスコールは長年交際していたマリリン・ジーン・ラッシュと、両親の反対を押し切ってメキシコに駆け落ち結婚した。2人の間には2人の娘と1人の息子が生まれたが、関係は長続きせず、1960年に離婚した。
1958年頃から、ドリスコールはかつてのイメージを脱却しようと「ロバート・ドリスコル」という名前を使い始めた。同年には映画『パーティー・クラッシャーズ』に出演した。だが、ガールフレンドの車を洗っていた際に2人のヤジから侮辱的な発言をされたことで暴行事件を起こす。起訴は取り下げられたが、1960年放送のドラマ出演が最後のテレビ出演となった。
1961年末、ドリスコールは薬物中毒者と判決を受け、カリフォルニア州チノの刑務所内にある更生施設に収監された。1962年に施設を出たとき、評判がさらに悪化していた彼は、既に俳優としての居場所を失っていた。ショックで憤慨した彼は後年、当時の心境をこのように述べている。
あの日の思い出はあまり役に立たないことがわかった。私は銀の大皿に乗せられて運ばれた後、ゴミ箱に捨てられた存在だったんだ。

### 芸術活動
1965年以降、ドリスコールはかつて友人に勧められていたこともあり、アンディ・ウォーホルのグリニッジ・ヴィレッジにあるスタジオ「ザ・ファクトリー」のコミュニティーに出入りするようになり、芸術家としての活動を始める。
いくつかの作品は傑出したものとみなされ、コラージュやボール紙のポスターなどはロサンゼルスのサンタモニカ美術館で一時的に展示された。
この頃、ドリスコールは実験映画作家ピエロ・ヘリツァーのアンダーグラウンド映画『Dirt』に出演。これが遺作となった。

### 死

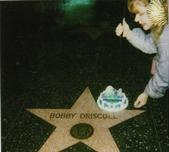
ハリウッド・ウォーク・オブ・フェームにあるドリスコールの星

1968年3月30日、ニューヨークイースト・ヴィレッジにある閑散としたアパートで遊んでいた2人の少年が、ドリスコールの遺体を発見した。遺体は簡易ベッドの上に横たわっており、地面には空のビール瓶2本と宗教のパンフレットが散乱していたという。検死の結果、死因は薬物使用による進行性アテローム性動脈硬化による心不全と判明した。この時、遺品の中に身分証明をできるものはなく、周囲の聞き込みでも身元が判明しなかったため、引き取り手のない身元不明のホームレスと扱われた彼の遺体は、ニューヨーク市ハート島の共同墓地に埋葬された。
1969年後半、死期が近づいていたドリスコールの父の望みにより、ドリスコールの母は行方不明になった彼を探すためディズニー・スタジオの関係者に助けを求めた。この結果、数ヵ月後にニューヨーク市警察で指紋照合が行われ、埋葬された遺体がドリスコールだと判明した。カリフォルニア州にあるドリスコールの父の墓石に彼の名は刻まれたが、遺骨自体は今もハート島に埋葬されている。
訃報は、1971年の『南部の唄』の再公開に合わせ映画の出演者の行方を調査していた記者たちによって、初めて報じられることとなった。

## 主な作品

### 映画
| 公開年 | 邦題 原題                                  | 役名                     | 備考                      |
| ------ | ------------------------------------------ | ------------------------ | ------------------------- |
| 1943年 | 迷へる天使 Lost Angel                      | ボビー                   | デビュー作 クレジットなし |
| 1944年 | Sunday Dinner for a Soldier                | ジープ・オズボーン       |                           |
| 1946年 | 小さな愛の日 From This Day Forward         | ビリー・ビーズリー       |                           |
| 1946年 | 潜行決死隊 O.S.S.                          | ジェラルド               |                           |
| 1946年 | 夢みる少女 Three Wise Fools                | ピクシー                 | クレジットなし            |
| 1946年 | 南部の唄 Song of the South                 | ジョニー                 |                           |
| 1948年 | アメリカン・ドリーミング If You Knew Susie | ジュニア                 | クレジットなし            |
| 1948年 | メロディ・タイム Melody time               |                          | 声の出演                  |
| 1949年 | わが心にかくも愛しき So Dear to My Heart   | ジェレマイア・キンケイド |                           |
| 1949年 | 窓 The Window                              | トミー・ウッドリー       |                           |
| 1950年 | 宝島 Treasure Island                       | ジム・ホーキンス         |                           |
| 1951年 | When I Grow Up                             | ジョシュ／ダニー・リード |                           |
| 1951年 | グーフィーのお父さん Fathers Are People    | ジュニア（マックス）     | 声の出演                  |
| 1952年 | グーフィーのライオン狩り Father's Lion     | ジュニア（マックス）     | 声の出演                  |
| 1952年 | 幸福の時間、ビビとペギー The Happy Time    | ビビ                     |                           |
| 1953年 | ピーター・パン Peter Pan                   | ピーター・パン           | 声の出演                  |
| 1955年 | The Scarlet Coat                           | ベン・ポッター           |                           |
| 1955年 | The Party Crashers                         | ジョシュ・ビックフォード |                           |
| 1965   | Dirt                                       | N/A                      | 実験映画 遺作             |

### テレビドラマ
| 放映年 | 邦題 原題                                       | 役名                 | 備考                                |
| ------ | ----------------------------------------------- | -------------------- | ----------------------------------- |
| 1951年 | Lux Video Theatre                               | ビリー・クランドール | Episode: "Tin Badge"                |
| 1954年 | ロレッタ・ヤング・ショー The Loretta Young Show | ジム                 | Episode:「秘密をもつ母」            |
| 1956年 | Climax!                                         | ゲイリー             | Episode: "The Secret of River Lane" |
| 1956年 | シカゴ特捜隊M M Squad                           |                      |                                     |
| 1959年 | トラックダウン Trackdown                        | マイク               | Episode: "Blind Alley"              |
| 1959年 | ローハイド Rawhide                              | ウィル・メイソン     | シーズン1・17話                     |
| 1960年 | ローハイド Rawhide                              | ビリー・チャンス     | シーズン3・9話                      |
| 1960年 | 探偵兄弟ブラナガン The Brothers Brannagan       |                      |                                     |